# Оксид ренію (VII)
Окси́д ре́нію(VII), Ре́ній(VII) окси́д — це хімічна сполука що має формулу Re2O7. Вона є ангідридом гіпотетичної кислоти (HOReO3). Ренієва кислота, Re2O7·2H2O, структурно дуже близька до Re2O7. Твердий Re2O7 це полімерний стан, де металічний центр знаходиться в оточенні двох координаційних угрупувань - октаедричного та тетраедричного. Газуватий Re2O7 має молекулярний стан, та складається із двох тетраедрів ReO4 що з'єднані вершинами.
Re2O7 є проміжною речовиною для отримання метилреній тріоксид (МТО), каталізатору для реакцій окиснення.